# 拉斯基夫
50°47′21″N 24°11′14″E / 50.78917°N 24.18722°E
拉斯基夫（烏克蘭語：Ласків），是烏克蘭西北部的村莊，隸屬沃倫州的沃洛德米爾區。該村始建於1545年，面積0.8平方公里，海拔高度209米，2001年人口681，人口密度每平方公里851.25人。